# Ozone Park-Lefferts Boulevard
Ozone Park-Lefferts Boulevard, in passato conosciuta con il nome di Lefferts Avenue, è una stazione della metropolitana di New York, situata sulla linea IND Fulton Street. Nel 2014 è stata utilizzata da 2 263 109 passeggeri.
È servita dalla linea A Eighth Avenue Express, sempre attiva.